# James Troisi
James Troisi (* 3. Juli 1988 in Adelaide) ist ein ehemaliger australischer Fußballspieler.

## Vereins

### Kindheit und Jugend, bis 2005
Troisi wurde 1988 als Sohn eines Italieners und einer Griechin im australischen Adelaide geboren. Im Alter von sieben Jahren kam er an seiner Schule erstmals mit Fußball in Kontakt und trat einige Zeit später einem Verein bei. Dort wurde er unter anderem vom früheren Serie-A-Profi Mario Corti betreut. Mit elf Jahren kam Troisi an die Burning Ambition Academy. 2005 wagte er dann den Sprung nach Europa und ging in die Nachwuchsakademie von Newcastle United.

### Newcastle United, 2005–2008
Bei Newcastle United spielte er die ersten beiden Jahre überwiegend in der Jugendmannschaft, kam aber auch vereinzelt in Spielen der Reservemannschaft zum Einsatz. Im Januar 2007 unterschrieb er seinen ersten Profivertrag, der bis 2008 Gültigkeit besaß. Troisi blieb in den folgenden 18 Monaten ohne Pflichtspieleinsatz für die Profimannschaft Newcastles. Er kam lediglich in der Saisonvorbereitung 2007/08 in einigen Testspielen zum Einsatz und saß mehrmals bei Spielen in der Premier League und im UEFA-Pokal auf der Ersatzbank. Von Newcastle-Manager Kevin Keegan wurde Troisi kein neuerliches Vertragsangebot unterbreitet und so verließ er den englischen Klub im Sommer 2008.
Einige Monate zuvor stand Troisi kurz vor einem Wechsel zum niederländischen Klub Roda JC Kerkrade, nachdem er im Januar 2008 bei einem Probetraining überzeugt hatte. Da Newcastle allerdings auf eine Ausbildungsentschädigung bestand, kam der Wechsel nicht zustande.

### Stationen in der Türkei, seit 2008
Kurz vor Ende der Transferperiode unterschrieb Troisi einen Dreijahresvertrag beim türkischen Hauptstadtverein Gençlerbirliği Ankara, wo mit Bruce Djite bereits ein weiterer Australier unter Vertrag stand. Sein Pflichtspieldebüt für den Klub gab er am 14. September 2008 als Einwechselspieler gegen Eskişehirspor. Nach seiner Debütsaison im türkischen Fußball, in der er in 29 Partien sechs Treffer erzielte, wechselte er zum Ligakonkurrenten Kayserispor, gegen den er im Januar 2009 in einem Ligaspiel drei Treffer erzielt hatte. Zum Ende der Saison 2011/12 trennte er sich von Kayserispor.

### Atalanta Bergamo
Im Sommer 2012 wechselte er nach Italien zu Atalanta Bergamo und unterschrieb dort einen Vertrag bis 2016. In der Serie A kam er insgesamt sechsmal zum Einsatz, in der Coppa Italia zweimal. Ein Tor gelang ihm in dieser Zeit nicht.

### Melbourne Victory
Zur Saison 2013/14 wechselte er für ein Jahr auf Leihbasis in seine australische Heimat zu Melbourne Victory.

## Nationalmannschaft
Troisi kam in einem Olympiaqualifikationsspiel gegen Saudi-Arabien im April 2007 erstmals für die australische Olympiaauswahl (U23) zum Einsatz. Von Auswahltrainer Graham Arnold wurde er nach der erfolgreichen Qualifikation in das 18-köpfige Aufgebot für die Endrunde des olympischen Fußballturniers 2008 in China berufen. Die Endrunde, bei der Australien mit nur einem Punkt bereits in der Vorrunde scheiterte, verlief für Troisi enttäuschend. Im zweiten Gruppenspiel gegen Argentinien spielte er die ersten 65 Minuten, im letzten und entscheidenden Spiel gegen die Elfenbeinküste wurde er in der 86. Minute eingewechselt.
Bereits am 22. März 2008 gab er in einem torlosen Freundschaftsspiel gegen Singapur sein Debüt in der australischen A-Nationalmannschaft.

## Erfolge
- Australischer Meister: 2018